# Longwy-sur-le-Doubs
Longwy-sur-le-Doubs è un comune francese di 562 abitanti situato nel dipartimento del Giura nella regione della Borgogna-Franca Contea.

## Società

### Evoluzione demografica
Abitanti censiti